# Dasyatis garouaensis
Espèce
Statut de conservation UICN

 VU B1ab(iii,iv,v); C2a(ii) : Vulnérable
Dasyatis garouaensis est une espèce de raie appartenant à la famille des Dasyatidés.

## Distribution
Cette espèce se rencontre au Cameroun et au Nigeria dans le Bénoué et le Niger.

## Publication originale
- Stauch & Blanc, 1962 : Description d'un sélacien rajiforme des eaux douces du Nord-Cameroun: Potamotrygon garouaensis n.sp. Bulletin du Muséum National d'Histoire Naturelle, ser. 2, vol. 34, n. 2, p. 166-171.